# Эндо, Цубаса
Цубаса Эндо (яп. 遠藤 翼 Эндо: Цубаса, 20 августа 1993, Токио, Япония) — японский футболист. Может выступать на позициях полузащитника и нападающего.

## Биография
С 12 лет Эндо тренировался в академии Японской футбольной ассоциации в Фукусиме, был вынужден покинуть её после землетрясения 2011 года.
Во время обучения в Мэрилендском университете в 2012—2015 годах Эндо выступал за университетскую команду в Национальной ассоциации студенческого спорта.
14 января 2016 года на Супердрафте MLS Эндо был выбран под общим девятым номером клубом «Торонто», подписан был 27 февраля. Дебютировал в профессиональном футболе 6 марта в матче стартового тура сезона 2016 против «Нью-Йорк Ред Буллз». 7 мая 2016 года открыл свой счёт голам, забив единственный мяч в победной игре с «Далласом». В 2017 году Эндо периодически выступал за фарм-клуб «Торонто II» в USL. После окончания сезона 2017 «Торонто» не стал продлевать контракт с игроком. В январе — феврале 2018 года Эндо участвовал в предсезонном сборе «Торонто», но новый контракт ему не был предложен.
В 2018 году в течение трёх недель проходил просмотр в клубе второго дивизиона Бельгии «Беерсхот Вилрейк», но добиться контракта не сумел.
2 августа 2018 года Эндо вернулся в систему «Торонто», подписав контракт с «Торонто II». 16 сентября в матче против «Цинциннати» он оформил первый хет-трик в своей карьере.
16 января 2019 года Эндо был переподписан первой командой «Торонто». 26 июня забил самый быстрый гол в истории «Торонто», поразив ворота «Атланты Юнайтед» на 29-й секунде матча. По окончании сезона 2021 контракт Эндо с «Торонто» истёк.
1 февраля 2022 года Эндо подписал шестимесячный контракт с клубом чемпионата Австралии «Мельбурн Сити». Дебютировал за «Сити» 26 февраля в матче против «Сиднея», выйдя на замену в конце второго тайма вместо Флорена Беренгера. По окончании сезона 2021/22 покинул «Сити» в связи с истечением срока контракта.
В августе 2022 года Эндо присоединился к клубу Чемпионшипа ЮСЛ «Лос-Анджелес Гэлакси II». Свой дебют за «Лос Дос», 27 августа в матче против «Монтерей-Бея», отметил дублем.
В декабре 2022 года у Эндо диагностировали острый лейкоз.

## Достижения
Командные
 «Торонто»
- Обладатель Кубка MLS (чемпион MLS): 2017
- Победитель регулярного чемпионата MLS: 2017
- Победитель Первенства Канады: 2016, 2017, 2018

 «Мельбурн Сити»
- Чемпион Австралии: 2021/22

## Статистика выступлений
| Выступление             | Выступление      | Выступление      | Лига | Лига | Плей-офф | Плей-офф | Кубок | Кубок | Континент | Континент | Итого | Итого |
| Клуб                    | Лига             | Сезон            | Игры | Голы | Игры     | Голы     | Игры  | Голы  | Игры      | Голы      | Игры  | Голы  |
| ----------------------- | ---------------- | ---------------- | ---- | ---- | -------- | -------- | ----- | ----- | --------- | --------- | ----- | ----- |
| Торонто                 | MLS              | 2016             | 21   | 2    | 0        | 0        | 2     | 0     | —         | —         | 23    | 2     |
| Торонто                 | MLS              | 2017             | 4    | 0    | 0        | 0        | 2     | 1     | —         | —         | 6     | 1     |
| Торонто                 | MLS              | 2019             | 13   | 3    | 4        | 0        | 3     | 2     | 1         | 0         | 21    | 5     |
| Торонто                 | MLS              | 2020             | 17   | 1    | 0        | 0        | 0     | 0     | —         | —         | 17    | 1     |
| Торонто                 | MLS              | 2021             | 11   | 1    | —        | —        | 0     | 0     | 2         | 0         | 13    | 1     |
| Торонто                 | Итого            | Итого            | 66   | 7    | 4        | 0        | 7     | 3     | 3         | 0         | 80    | 10    |
| Торонто II              | USL              | 2017             | 14   | 3    | —        | —        | —     | —     | —         | —         | 14    | 3     |
| Торонто II              | USL              | 2018             | 14   | 8    | —        | —        | —     | —     | —         | —         | 14    | 8     |
| Торонто II              | USL1             | 2019             | 6    | 0    | —        | —        | —     | —     | —         | —         | 6     | 0     |
| Торонто II              | Итого            | Итого            | 34   | 11   | —        | —        | —     | —     | —         | —         | 34    | 11    |
| Мельбурн Сити           | Эй-лига          | 2021/22          | 5    | 0    | 0        | 0        | —     | —     | 4         | 0         | 9     | 0     |
| Мельбурн Сити           | Итого            | Итого            | 5    | 0    | 0        | 0        | —     | —     | 4         | 0         | 9     | 0     |
| Лос-Анджелес Гэлакси II | USLC             | 2022             | 3    | 2    | —        | —        | —     | —     | —         | —         | 3     | 2     |
| Лос-Анджелес Гэлакси II | Итого            | Итого            | 3    | 2    | —        | —        | —     | —     | —         | —         | 3     | 2     |
| Всего за карьеру        | Всего за карьеру | Всего за карьеру | 108  | 20   | 4        | 0        | 7     | 3     | 7         | 0         | 126   | 23    |

Источники: Transfermarkt, Soccerway, Football Database EU.